# 亀井節夫
亀井 節夫（かめい ただお、1925年12月25日 - 2014年5月23日）は、日本の古生物学者。野尻湖でのナウマンゾウの発掘などに関わった。父親は海軍少将の亀井凱夫。伯父（凱夫の実兄）は社会大衆党議員で元外交官の亀井貫一郎。叔父（貫一郎と凱夫の義弟）の毛里英於菟（ひでおと）は、大蔵省と企画院の官僚で、迫水久常などと並ぶ革新官僚の代表格。

## 略歴
神奈川県鎌倉市生まれ。旧制神奈川県立湘南中学校、北海道帝国大学理学部を経て、1949年東京大学理学部卒業。1950年信州大学文理学部助手、1961年「日本列島のデボン系の研究」で、北海道大学より理学博士の学位を取得。1956年信州大学講師、62年助教授、1963年京都大学理学部助教授、66年教授、1989年定年退官、名誉教授、信州大学理学部教授、1992年～1999年徳島県立博物館館長。京都大学名誉教授。
2014年5月23日、敗血症ショックのため死去。88歳没。

## 人物
亀井節夫から生い立ちを聞いた工藤晃は亀井家の来歴について次のように語っている。「津和野藩主であった亀井本家は尊王攘夷派、高崎亀井家（こうがさき、あるいはこうさき）は佐幕派であったことから義絶状態に置かれていた。その後、高崎亀井家は再興されるが、いろいろな不幸が続き、紆余屈曲して節夫氏の代へといたった」。亀井節夫の「父は海軍軍人の飛行機乗りで1944年戦死している。その間、亀井節夫氏の曾祖父が若くして急死して、高崎亀井家が母子家庭になった時期に、曾祖母の綾、祖母の八重は、西周一家と昵懇の間柄となり、大変お世話になった」「西周の日記には高崎亀井家のこと、とくに八重についての記述が多く見られる、という」「亀井節夫氏の家がこれほど西周と近い関係にあったことから、彼はずっと西周に強い関心をよせ、とくに西の日記を読みながら研究し、西周像をつくりあげてきた」ようだ、という。

## 著書
- 『日本に象がいたころ』岩波新書 1967
- 『象のきた道』中公新書 1978

### 共著編著
- 『地球は生きている』井尻正二共著 福村書店 理科の学校 1958
- 『国民のための地学教育 郷土に根ざした地質教育』編著 法律文化社 教育シリーズ 1969
- 『日本の自然 カラーシリーズ 1 歴史の生き証人』秋山雅彦共編著 平凡社 1987
- 『日本の長鼻類化石』編著 築地書館 1991

### 翻訳
- L.B.ホールステッド『ディノサウルス 恐竜の進化と生態』監訳 築地書館 1981
- L.B.ホールステッド『太古の世界を探る 化石,地層,生痕,生命の起源と進化』東京書籍 1985.3
- ダグラス・パーマー『化石』監修 紀伊國屋書店 ポケットペディア 1997

### 記念論文集
- 『亀井節夫先生傘寿記念論文集』亀井節夫先生傘寿記念事業会 2007

## 論文
- 国立情報学研究所収録論文 国立情報学研究所
- 亀井節夫、池田次郎、石田志朗、茂原信生、樽野博幸, 徳岡隆夫, 横山卓雄「インド シワリク丘陵のシワリク層およびその相当層の地貭・古生物 : 第一報 : 古生物」『日本地質学会学術大会講演要旨』第80年学術大会（1973仙台）セッションID: 149、日本地質学会、1973年、157頁、doi:10.14863/geosocabst.1973.0_157、NAID 110003032705。

## 栄典
- 2006年4月 瑞宝中綬章受章[7]

## 関連人物
- 亀井綾：亀井節夫の曾祖母
- 亀井八重：亀井節夫の祖母
- 西周：高崎亀井家と昵懇